# Bor-et-Bar

Bor-et-Bar este o comună în departamentul Aveyron din sudul Franței. În 1 ianuarie 2022 avea o populație de 198 de locuitori.